# Timbiriche
Timbiriche este numele unui grup mexican care a debutat pe 30 aprilie 1982 în timpul unei emisiuni a programului de știri Hoy mismo cu Alex Góngora. Timbiriche includea șase copii, ai căror părinți, erau majoritatea deja actori celebri / cântăreți / compozitori. Numele lor au fost Paulina Rubio, Sasha Sokol, Benny Ibarra, Diego Schoening, Mariana Garza, și Alix Bauer. În anul 1986 Thalia Sodi a luat locul Shashei Sokol.